# 3712 Крафт
3712 Крафт (3712 Kraft) — астероїд головного поясу, відкритий 22 грудня 1984 року.
Тіссеранів параметр щодо Юпітера — 3,095.